# Айзея Райдер
Айзея Райдер (молодший) (англ. Isaiah Rider Jr., нар. 12 березня 1971, Окленд, Каліфорнія, США) — американський професіональний баскетболіст, що грав на позиціях легкого форварда і атакувального захисника за низку команд НБА. Чемпіон НБА.

## Ігрова кар'єра
Починав грати у баскетбол в команді старшої школи Енсінал (Аламеда, Каліфорнія). На університетському рівні грав спочатку за два невеликі коледжі, поки не приєднався до УНЛВ (1991–1993). На останньому курсі набирав 29,1 очка за гру та був названий найкращим гравцем конференції Big West.
1993 року був обраний у першому раунді драфту НБА під загальним 5-м номером командою «Міннесота Тімбервулвз». За підсумками дебютного сезону в НБА був включений до першої збірної новачків. Взимку 1994 року виграв конкурс слем-данків.
З 1996 по 1999 рік грав у складі «Портленд Трейл-Блейзерс». У сезоні 1997—1998 був лідером команда за результативністю (19,7 очка за гру) та за кількістю влучних трьохочкових кидків (135). У сезоні 1998—1999 в середньому набирав 13,9 очка за гру.
1999 року в обмін на Стіва Сміта перейшов до команди «Атланта Гокс», у складі якої провів наступний сезон своєї кар'єри.
Наступною командою в кар'єрі гравця була «Лос-Анджелес Лейкерс», за яку він відіграв один сезон. У Лос-Анджелесі був лідером лавки запасних, набираючи 7,6 очка за гру. Незважаючи на те, що не був включений до складу команди на раунди плей-оф, отримав свій чемпіонський перстень, після того, як «Лейкерс» виграли чемпіонат.
Останньою ж командою в кар'єрі гравця стала «Денвер Наггетс», до складу якої він приєднався 2001 року і за яку відіграв лише 10 матчів, після чого був відрахований з команди.